# Coalizione Restart
La Coalizione Restart (in croato: Restart koalicija) è una coalizione di partiti politici croati di centrosinistra costituitasi in vista delle elezioni parlamentari del 2020.
Affermatosi nel 2010 col nome di Coalizione Kukuriku (Kukuriku Koalicija), lo schieramento aveva assunto la denominazione di Croazia in Crescita (Hrvatska raste) in occasione delle elezioni parlamentari del 2015. Alle elezioni del 2016 si è presentata con il nome di Coalizione Popolare, denominazione mutata in Coalizione Restart in occasione delle elezioni del 2020.

## Partiti membri
| Partito | Partito                                                          | Abbr.   | Ideologia                                | Leader                                             | Seggi    | Periodo          |
| ------- | ---------------------------------------------------------------- | ------- | ---------------------------------------- | -------------------------------------------------- | -------- | ---------------- |
|         | Partito Socialdemocratico di Croazia                             | SDP     | Socialdemocrazia Europeismo              | Peđa Grbin                                         | 14 / 151 | 2011–            |
|         | Dieta Democratica Istriana                                       | IDS-DDI | Regionalismo Liberalismo                 | Boris Miletić                                      | 3 / 151  | 2011–2015, 2020– |
|         | Partito Contadino Croato                                         | HSS     | Ruralismo Liberalismo                    | Krešo Beljak                                       | 2 / 151  | 2016, 2017–      |
|         | Alleanza Civica Liberale                                         | Glas    | Liberalismo sociale                      | Anka Mrak-Taritaš                                  | 1 / 151  | 2020–            |
|         | Damir Bajs - Lista indipendente                                  | DBNL    | Localismo (Regione di Bjelovar-Bilogora) | Damir Bajs                                         | 1 / 151  | 2020–            |
|         | Forza - Partito della Gente e dell'Impegno Civico                | SNAGA   | Populismo Riformismo                     | Goran Aleksić                                      | 0 / 151  | 2020–            |
|         | Partito Popolare - Riformisti (solo nel 6º distretto elettorale) | NS-R    | Liberalismo                              | Radimir Čačić (Non incluso nella lista elettorale) | 0 / 151  | 2020–            |
|         | Alleanza di Primorje-Gorski Kotar                                | PGS     | Regionalismo Liberalismo                 | Darijo Vasilić                                     | 0 / 151  | 2020–            |
|         | Alleanza democratica di Međimurje                                | MDS     | Regionalismo                             | Željko Pavlić                                      | 0 / 151  | 2020–            |

## Storia

### Elezioni del 2011
Kukuriku si è presentata alle elezioni parlamentari in Croazia del 2011 come alternativa ai nazional-conservatori dell'Unione Democratica Croata, al governo dal 2003.
Kukuriku (onomatopea croata per il verso del gallo, reso in italiano come Chicchirichì) prende il nome da un ristorante nella cittadina di Castua, presso Fiume, dove si tenne la prima riunione dei leader dei partiti membri della coalizione.
La coalizione ottenne il 40,72% dei voti e 81 seggi al Parlamento croato, con cui si garantì la maggioranza assoluta e la formazione del nuovo governo, il cui presidente fu Zoran Milanović.

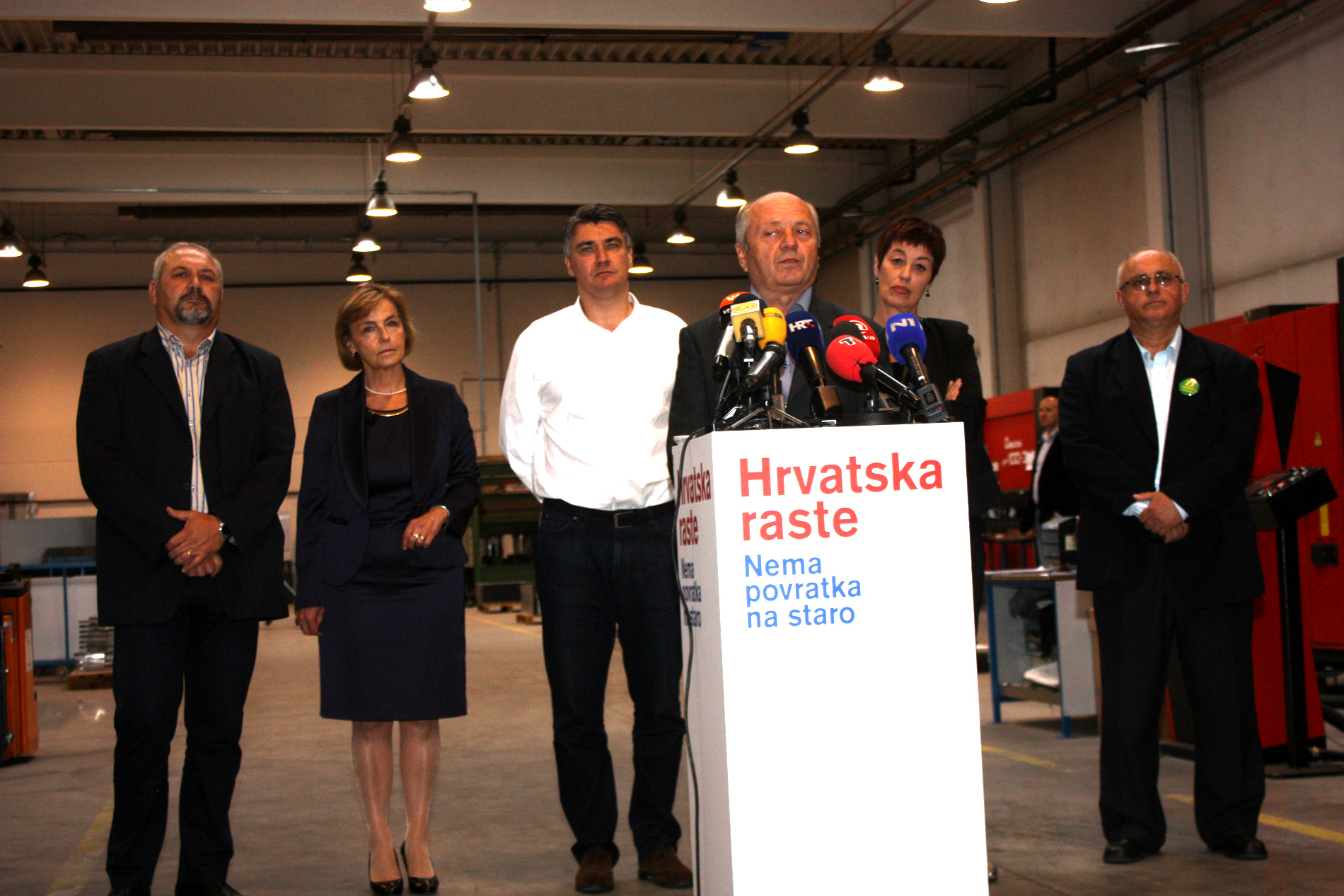
I leader della coalizione in occasione dell'accordo di coalizione l'8 settembre 2015

### Elezioni del 2015
Alle elezioni parlamentari del 2015 la coalizione Croazia in Crescita ha ottenuto il 33,38% dei voti e 56 seggi.
- Partito Socialdemocratico di Croazia (SDP): 42 seggi
- Partito Popolare Croato - Liberal Democratici (HNS-LD): 9 seggi
- Partito Croato dei Pensionati (HSU): 2 seggi
- Laburisti Croati - Partito del Lavoro (HL-SR): 3 seggi
- Partito Contadino Croato Autentico (A-HSS): -
- Partito di Zagorje (ZS): -
- Partito Democratico Indipendente Serbo (SDSS): - (3 seggi nelle circoscrizioni speciali)

### Elezioni del 2016
Alle elezioni parlamentari del 2016 la Coalizione Popolare ha ottenuto il 33,82% dei voti e 56 seggi.
- Partito Socialdemocratico di Croazia (SDP): 38 seggi
- Partito Popolare Croato - Liberal Democratici (HNS-LD): 9 seggi
- Partito Contadino Croato (HSS): 5 seggi
- Partito Croato dei Pensionati (HSU): 2 seggi
- Partiti delle minoranze: 2 seggi

### Elezioni del 2020
Alle elezioni parlamentari del 2020 la Coalizione Restart ha ottenuto il 24,87% dei voti e 41 seggi.
- Partito Socialdemocratico di Croazia (SDP): 33 seggi
- Dieta Democratica Istriana (IDS): 3 seggi
- Partito Contadino Croato (HSS): 2 seggi
- Partito Croato dei Pensionati (HSU): 1 seggio
- Alleanza Civica Liberale (Glas): 1 seggio
- Damir Bajs - Lista indipendente (DBNL): 1 seggio